# Agriculturalismo
Agriculturalismo, ou Escola Agrarianismo, Escola Agrônoma, em chinês Nongjia (農家/农家), foi uma filosofia de Agrarianismo chinês que defendia uma utopia de comunismo e igualitarismo camponês. Os Agricultorialistas acreditavam que a sociedade chinesa deveria ser modelada a partir do sábio e rei Shennong, um herói popular que foi retratado na literatura chinesa como "um trabalhador dos campos, junto a todos os outros, e que consultava a todos os outros, sobre qualquer decisão que precisasse ser tomada" Eles encorajaram o cultivo e a agricultura, ensinavam técnicas de cultivo e acreditavam que o desenvolvimento agrícola era a chave para uma sociedade estável e próspera.
Agriculturalismo foi reprimido durante a Dinastia Qin e a maioria dos seus textos originais estão perdidos.
No entanto, os conceitos originalmente associados ao agriculturalismo tiveram um impacto no confucionismo, no legalismo e na filosofia chinesa como um todo além de influenciar significativamente o pensamento chinês a ponto de ser visto visto como uma essência da identidade chinesa.

## História

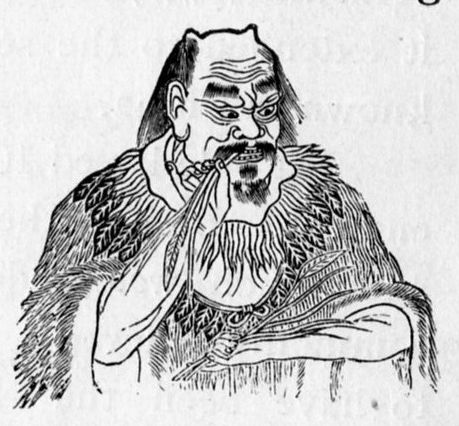
Para os agricultores, a governança e o foco na agricultura pelo governante lendário Shennong serviu como um modelo de governo ideal.

Agriculturalismo remonta ao Período das Primaveras e Outonos e ao Período dos Reinos Combatentes, durante um período conhecido como o "Cem Escolas do Pensamento" que floresceu de 770 a 221 a.C. Durante esse período, os estados concorrentes, buscaram guerrear uns com os outros para reunir a China como um só país, apadrinhado filósofos, acadêmicos e professores. A competição pelos estudiosos para a atenção dos governantes levaram ao desenvolvimento de diferentes escolas de pensamento, e a ênfase no registro de ensinamentos em livros incentivou a sua propagação. O resultado foi uma época caracterizada por evolução intelectual e cultural significativos. As principais filosofias da China, Confucianismo, Moísmo, Legalismo e o Taoísmo, originaram-se neste período.
A tradição chinesa atribui a origem do agriculturalismo ao ministro chinês Hou Ji, uma figura conhecida por suas inovações na agricultura. Os agricultorialistas também enfatizaram o papel de Shennong, o agricultor divino, um governante semi-mítico do início China creditado pelos chineses como o inventor da agricultura. Shennong foi visto como um proto-agriculturalista, cuja governança e foco na agricultura servia de modelo para um governo agriculturalista ideal.
Xu Xing, um filósofo que defendia agriculturalismo, estabeleceu-se com um grupo de seguidores no estado de Teng cerca de 315 a.C. Um de seus discípulos visitou o filósofo confucionista Mêncio e um breve relato dessa conversa discutindo a filosofia de Xu Xing existe.
A ascensão da Dinastia Qin em 221 a.C. viu a queima dos livros e o enterrar dos estudiosos, incluindo o agriculturalismo. O legalista da dinastia Qin era intolerante com outras escolas de pensamento, procurando queimar qualquer texto que não aderisse à filosofia legalista. Por, alguns textos agriculturalistas existem, e a maior parte do que é conhecido do agriculturalismo vem de avaliações críticas por outras escolas filosóficas.
A bibliografia do Livro de Han (século II) apresenta o agriculturalismo como uma das 10 escolas filosóficas e listas nove livros pertencentes a essa escola.

## Filosofia
O Agriculturalismo é primariamente uma filosofia social, econômica e política. A filosofia baseia-se na noção de que a sociedade humana se origina com o desenvolvimento da agricultura e as sociedades são baseadas na "propensão natural das pessoas para o cultivo". Os Agriculturalistas descreveram o antigo sistema político, visto como ideal, como aquela em que "o meio pelo qual o reis sábio levou seu povo para colocar a agricultura a frente de todos os outros assuntos... a razão pela qual Hou Ji empreendeu a agricultura era porque ele a considerou  ser a raiz para instruir as massas."

### Política
Para os agriculturalistas, a sociedade ideal, modelada seguindo Shennong , é comunista, agrarianista e igualitária. Os agriculturalistas acreditavam que o governo ideal é liderado por um rei benevolente que trabalha ao lado das pessoas nos campos de cultivo. O rei agriculturalista não é pago pelo governo por meio de seus tesouros, seus meios de subsistência é derivado dos lucros que ganha trabalhando nos campos e cozinhando suas próprias refeições e não por sua liderança. Disse então Xu Xing:

O governante de Teng é uma soberano direito e digno. No entanto, ele ainda tem que ouvir o Caminho. AUm governante sábio cultiva a terra, juntamente com o seu povo para ganhar a vida. Ele governa enquanto cozinha as suas próprias refeições. Agora, que Teng tem celeiros e tesourarias significa que [o governante] inflige sofrimento ao povo para engordar a si mesmo. Como esse pode ser um governante digno?— Xu Xing

### Economia
Diferentemente dos confucionistas, os agricultorialistas não acreditavam na divisão do trabalho, argumentando que as políticas econômicas de um país precisa basear-se numa autossuficiência igualitária . Apoiavam a fixação de preços, em que todos os bens similares, independentemente das diferenças de qualidade e demanda, possuem exatamente o mesmo preço imutável. Eles sugeriram que as pessoas devem ser pagas na mesma quantidade para os mesmos serviços, uma política criticada pelos confucionistas por incentivar produtos de baixa qualidade, que "destrói os padrões sérios do artesanato."

## Recepção
O agriculturalismo foi criticado amplamente por escolas filosóficas rivais, incluindo o moísta Mo Zi e os confucionistas Mêncio e Yang Zhu. Mêncio criticou seu principal proponente Xu Xing por defender que os governantes devem trabalhar nos campos com seus súditos, argumentando que o igualitarismo agriculturalista ignorava a divisão do trabalho central para a sociedade. Ele ressalta que outros governantes chineses anteriores não trabalhavam nos campos, mas foram igualmente bem-sucedidos e reverenciados como Shennong. Mêncio rejeitou Xu Xing como um "bárbaro sulista de língua solta"

### Influências
A queima dos livros de filosofias rivais a legalista Dinastia Qin destruiu vários textos agriculturalistas. No entanto, agriculturalismo em seu auge fortemente influenciado as políticas agrárias de confucionismo, legalismo e outras escolas filosóficas, muitos conceitos originalmente associados aos agriculturialistas continuaram a existir na filosofia chinesa. A transmissão e tradução de textos filosóficos chineses na Europa durante o século XVIII teve uma grande influência no desenvolvimento de Agrarianismo na Europa. A filosofia agrarianista francesa, uma predecessora do agrarianismo moderno de François Quesnay e dosfisiocratas, dizem ter sido modelada seguindo as políticas agrárias da filosofia chinesa.